# Sna jtz'ibajom
Casa de los Indios Mayas A.C. Sna jtz'ibajom (en tzotzil), es una asociación civil fundada en 1982, y establecida legalmente en 1983, que promueve los valores culturales de los pueblos indígenas de Chiapas, México. Esto principalmente a través de la producción literaria como registro de lo que constituye la tradición oral: cuentos, mitos, leyendas, sucedidos, etc. Así como la creación de nuevas formas de expresión literaria: poesía, prosa contemporánea, etc.Al mismo tiempo se han dado como tarea organizar talleres de lecto-escritura para los hablantes nativos de las lenguas locales, principalmente tzeltal y tzotzil.
Es notable el grupo de teatro Lo'il Maxil o Diálogo de monos que ha recorrido innumerables comunidades indígenas para hacer sus representaciones a acercar a público a su propia cultura. Del mismo modo, también se han hecho presentaciones de teatro guiñol para niños.
El Sna jtz'ibajom tiene su sede en la Ciudad de San Cristóbal de las Casas que es considerada la Capital Cultural del Estado en el corazón de la zona de Los Altos de Chiapas